# ویلهلم بوگر
ویلهلم فریدریش بوگر (۱۹ دسامبر ۱۹۰۶–۳ آوریل ۱۹۷۷) معروف به «ببر آشویتس» کمیسر پلیس آلمان نازی و ناظر بر اردوگاه‌های کار اجباری بود. او به خاطر جنایات وحشتناکی که در آشویتس تحت فرماندهی ماکسیمیلیان گرابنر، رئیس گشتاپو اردوگاه، مرتکب شده بود، بدنام بود.

## پیشینه
ویلهلم بوگر در جریان جنگ جهانی دوم نخست به اداره پلیس حکومتی در چیخانوف فرستاده شد. در ۱۹۴۰، او به عضویت اس‌اس درآمد و پس از زخمی شدن در خط مقدم جنگ، به آشویتس فرستاده شد تا با رتبه اونتراشتورمفورر در پولیتیش آبتایلونگ به کار بپردازد. اداره وی مسئول گردآوری اطلاعات دربارهٔ هر زندانی، پذیرش زندانیان، مقابله با مقاومت در میان زندانیان، و نیز اجرای بازجویی‌ها بود. از ۲۳ دسامبر ۱۹۴۳ تا هنگام برچیده شدن اردوگاه پس از پیشروی ارتش سرخ، بوگر رئیس گروه تجسس و بازجویی با رتبه هاوپت‌اشتورمفورر بود. بوگر مخترع روشی از شکنجه، موسوم به «تاب بوگر» بود که در آن زندانی مورد شکنجه از میله‌ای دراز آویزان شده، و در حالی که خم شده، دست و پاهایش هر دو به میله بسته می‌شدند. در این هنگام بازجو با وارد کردن ضربه به باسن زندانی، درد شدیدی را به ایشان اعمال می‌کرد.

## دادگاه آشویتس در فرانکفورت
پس از جنگ، بوگر پس از مدتی زندگی با نام و نشان دروغین در سال ۱۹۵۹ دستگیر شد و به جنایات جنگی که در آشویتس مرتکب شده بود متهم شد. در ۲۰ اوت ۱۹۶۵، محاکمه او بخشی از دادگاه آشویتس در فرانکفورت  شد که توسط دادگاه عالی فرانکفورت تحت نظر قاضی اصلی هانس هافمایر به جرم همدستی در قتل یهودیان برگزار شد. پس از شهادت شاهدان عینی، وی سرانجام به جرم قتل در کمینه ۵ مورد، کشتار جمعی در کمینه ۱۰۹ مورد و کمک گروهی برای کشتار جمعی به حبس ابد محکوم شد.
ور در نهایت در ۳ آوریل ۱۹۷۷ در سن ۷۰ سالگی در زندان بیتیگهایم-بیسینگن، ایالت بادن-وورتمبرگ، با گذشت ۱۹ سال از دستگیری و زندانی شدنش مرد.